# Segundo Decenio Internacional de los Pueblos Indígenas del Mundo
La Asamblea General de las Naciones Unidas proclamó el decenio 2005 - 2014 Segundo Decenio Internacional de los Pueblos Indígenas del Mundo.

## Celebración
La Asamblea General de las Naciones Unidas en la Resolución 59/174 proclamó el decenio 2005 - 2014 Segundo Decenio Internacional de los Pueblos Indígenas del Mundo.

El 16 de diciembre de 2005, la Asamblea General aprobó el Programa de Acción para el Segundo Decenio Internacional de las Poblaciones Indígenas del Mundo (documento A/60/270, secc. II), y el lema “Alianza para la acción y la dignidad” (resolución 60/142. La Asamblea exhortó a la comunidad internacional en general a proporcionar apoyo financiero al Programa de Acción, entre otras cosas mediante aportaciones al Fondo de Contribuciones Voluntarias para el Segundo Decenio, e instó a todos los gobiernos y organizaciones indígenas interesados a que adoptaran las medidas necesarias para facilitar la aprobación a la mayor brevedad posible del proyecto de declaración de las Naciones Unidas sobre los derechos de los pueblos indígenas.

La Asamblea proclamó el primer Decenio Internacional de los Pueblos Indígenas del Mundo el 21 de diciembre de 1993, con miras a fortalecer la cooperación internacional para la solución de los problemas a que se enfrentan los pueblos indígenas en esferas como los derechos humanos, el medio ambiente, el desarrollo, la educación y la salud (resolución 48/163). La Asamblea proclamó el Segundo Decenio Internacional el 20 de diciembre de 2004, con la meta de continuar fortaleciendo la cooperación internacional en estas esferas, incluido el desarrollo económico y social (resolución 59/174). Pidió al Secretario General que nombrara Coordinador del Segundo Decenio al Secretario General Adjunto de Asuntos Económicos y Sociales e invitó a los gobiernos a que velaran por que las actividades y los objetivos del Segundo Decenio se planificaran y ejecutaran en plena consulta y colaboración con los pueblos indígenas.
Organización de las Naciones Unidas